# Wolfgang Hackel

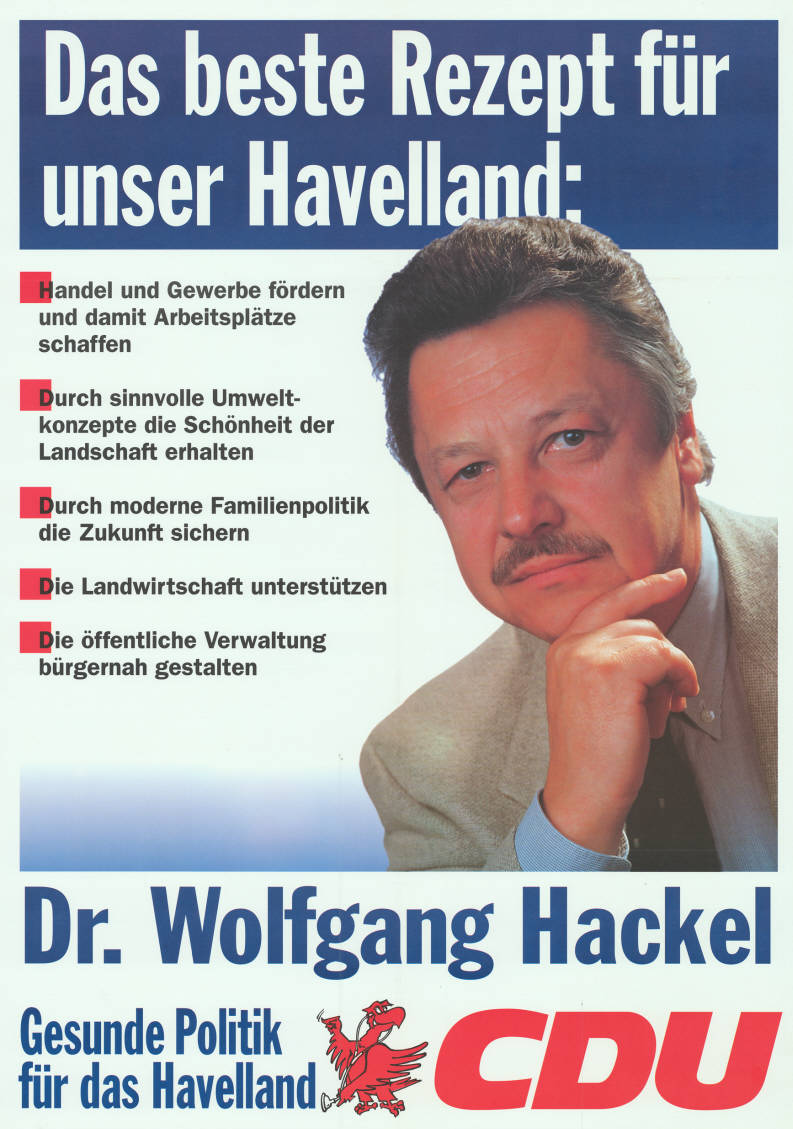
Kandidatenplakat Wolfgang Hackels zur Landtagswahl in Brandenburg 1994

Wolfgang Hackel (* 27. November 1942 in Oberliebich, Reichsgau Sudetenland) ist ein deutscher Volkswirt, Unternehmer und Politiker (CDU).

## Leben und Beruf
Wolfgang Hackel ist Sohn eines Drogisten. Nach dem Abitur 1963 nahm er ein Studium der Politischen Wissenschaften und der Volkswirtschaft an der Freien Universität Berlin auf, das er 1969 mit der Prüfung als Diplom-Politologe beendete. Seit dieser Zeit ist er Mitglied der KAV Suevia Berlin. Er war von 1969 bis 1972 als wissenschaftlicher Assistent tätig, durchlief 1972/73 Ergänzungsstudien an der FU Berlin und erhielt danach ein Postgraduierten Stipendium. Von 1976 bis 1978 übte er eine journalistische Tätigkeit aus. 1978 promovierte er an der FU Berlin zum Dr. rer. pol. (Dissertationsarbeit:  Die Auswahl des politischen Nachwuchses in der Bundesrepublik Deutschland – Die Junge Union als Sprungbrett für politische Karrieren in der CDU).
Hackel war von 1974 bis 1978 Geschäftsführer des Verbandes „Mittelständische Unternehmen“ und wurde 1978 geschäftsführender Gesellschafter der Versorgungs- und Betreuungs GmbH sowie Inhaber der VBG curamus KG in Berlin. In den 1980er-Jahren war er zeitweise geschäftsführender Gesellschafter der Host Schmidt GmbH in Berlin.
Wolfgang Hackel ist verheiratet und hat einen Sohn und eine Tochter.

## Politik
Hackel trat 1966 in die CDU ein, schloss sich gleichzeitig der Jungen Union (JU) an und war von 1969 bis 1971 Pressesprecher der CDU Berlin sowie wissenschaftlicher Referent beim JU-Bundesverband. Von 1972 bis 1976 war er Mitglied des CDU-Kreisvorstandes Berlin-Neukölln und von 1974 bis 1976 Geschäftsführer im Ring Politischer Jugend. 1975 wurde er in das Berliner Abgeordnetenhaus gewählt und 1978/79 war er Stadtrat für Jugend und Sport im Bezirk Neukölln. Bei der Bundestagswahl 1980 wurde er in den Deutschen Bundestag gewählt, dem er als West-Berliner Abgeordneter bis zu seiner Mandatsniederlegung am 1. Dezember 1985 angehörte. Von 1985 bis 1989 war er Mitglied des Europäischen Parlamentes. Von 1990 bis 1994 war er Beigeordneter für Wirtschaft und Finanzen im Landratsamt in Potsdam.
Hackel war in den 1990er-Jahren Vorsitzender des CDU-Kreisverbandes Potsdam-Mittelmark und wurde in den Landesvorstand der CDU Brandenburg gewählt. Er gehörte von 1994 bis 2004 dem Brandenburgischen Landtag an und war dort von 1994 bis 1999 Vorsitzender des Ausschusses für Haushalt und Finanzen. Von April bis September 1997 war er zunächst stellvertretender Vorsitzender und von September 1997 bis September 1999 dann Vorsitzender der CDU-Landtagsfraktion.
Hackel wurde am 13. Oktober 1999 als Minister für Wissenschaft, Forschung und Kultur in die von Ministerpräsident Manfred Stolpe geführte Regierung des Landes Brandenburg berufen. Aufgrund von Streitigkeiten wegen seiner Nebentätigkeiten bat er den Ministerpräsidenten am 5. Oktober 2000 schriftlich um seine Entlassung. Am 17. Oktober 2000 trat er schließlich von seinem Ministeramt zurück und wurde in dieser Funktion von Johanna Wanka abgelöst. Heute (2008) ist er noch Ehrenvorsitzender des CDU-Kreisverbandes Potsdam-Mittelmark.

## Ehrungen
- 1990: Verdienstkreuz am Bande der Bundesrepublik Deutschland